# Balkan Renaissance
Balkan Renaissance е четвъртият дългосвирещ албум на Svarrogh. Издаден е през 2007 от звукозаписната компания Ahnstern.